# Желтухин, Сергей Фёдорович
Серге́й Фёдорович Желту́хин (24 сентября (5 октября) 1777—2 (14) июня 1833) — российский военный деятель, генерал-лейтенант Русской императорской армии. Герой Отечественной войны 1812 и Зарубежных походов 1813—1814.

## Биография
Происходил из дворян Казанской губернии. Сын сенатора Ф. Ф. Желтухина (1749—1812) от его брака с Анной Николаевной Мельгуновой. Родился в Казани, крещён в казанском соборе Успения Пресвятой Богородицы. Старший брат генерала П. Ф. Желтухина.  
В ноябре 1784 года, одновременно с братом — Петром, был записан в военную службу по штатам Измайловского лейб-гвардии полка сержантом. С ноября 1784 по май 1808 года проходил номинальную и действительную службу по штатам того полка вместе с братом. С ним же — Петром, с ноября 1784 по декабрь 1803 одновременно производился в чины гвардии, от сержанта до капитана. 8 (19) сентября 1798 произведён в подпоручики и пожалован в звание и должность флигель-адъютанта свиты Е. И. В. В феврале 1799 командирован с поручением в Брест-Литовский. После смерти Павла I вошёл в число четырнадцати флигель-адъютантов свиты Александра I. С производством в чин капитана гвардии отчислен от звания флигель-адъютанта 11 (23) декабря 1803.         
В 1805 году, уже в чине полковника, находился в походе в Моравию, против французов, участвовал в сражении при Аустерлице и был награждён орденом святого Владимира 4 степени с бантом. Во время кампании 1807 года командовал 1 батальоном Его Императорского Высочества Цесаревича Константина Павловича, и сражался с французами под Фридландом, где был контужен картечью в обе ноги. За боевые отличия получил орден святого Владимира 3 степени и прусский Pour le mérite.
Участник Русско-турецкой войны (1806—1812). По прошению, 29 мая (10 июня) 1808 переведён в Сибирский гренадерский полк, а 22 сентября (4 октября) 1808 назначен его полковым командиром. Сибирский полк находился в Молдавской армии, действовавшей против турок, и состоял в корпусе М. А. Милорадовича, расположенного близ Бухареста. В марте 1809 был при неудачном штурме Милорадовича крепости Журжа.  2 (14) июля 1809 назначен шефом Пензенского мушкетёрского полка (с 19 (31) октября 1810 — 45-й егерский полк). По принятии начальства над тем полком поступил в отряд ген.- майора И. И. Исаева, и пошёл с ним из Крайова, в Малой Валахии, на помощь сербам. 2 июля переправился через Дунай и, соединившись с отрядом сербов, 9 июля штурмовал крепость Кладово, который турками был отбит, а Желтухин, командовавший одной из штурмовых колонн из батальона Пензенского полка, был ранен картечью в ногу. После перехода обратно за Дунай, получил начальство над сводным наблюдательным отрядом, поставленном на правом крыле Исаева, у местечка Чернецы, против Кладово. В течение лета отражал набеги небольших сил турецкого гарнизона. После подхода к крепости подкрепления в 1000 чел., не вступая в бой, в начале августа оставил Чернецы и отошёл к главным силам Исаева. Турки немедленно заняли Чернецы, небольшой, но важный пост, служивший ключом к Малой Валахии. Недовольный действиями Желтухина, Исаев его отстранил от начальства над тем отрядом.  
В кампанию 1810 года в Малой Валахии войска, под начальством Желтухина, малыми отрядами заняли Крайову, Кречети, селение Амерета, пост между Чароя и Садово, селения Садову, Кушмир, пункт против Кладово, на левом берегу Дуная и остров Кольмар (Ольмар); далее, на левом же берегу Дуная, редут против нижнего мыса острова Кольмара, местечко Чернецы, а также Гогошь, в котором находился вагенбург; затем были выставлены наблюдательные посту по Дунаю, от р. Ольты до о. Кольмара. В августе 1810, по случаю смерти начальствовавших в Малой Валахии генералов И. И. Исаева и графа Е. Г. Цукато, впредь до прибытия нового начальства, Желтухин вступил в командование всеми войсками в Малой Валахии. Он отличился при взятии 15 (27) сентября 1810 крепости на острове Ольмаре, с гарнизоном в 700 чел., где были захвачены все неприятельские знамёна и пушки. За то отличие Желтухин был пожалован именным рескриптом с высочайшим благоволением. Тогде же Желтухин с небольшим отрядом взял крепость Орсову (6 сентября 1810), захватив в ней тринадцать орудий. Преследуя бежавший турецкий гарнизон, взял занятую турками крепость Цибу (Цимбру). За то отличие в той кампании пожалован чином генерал-майора. После взятия Орсовы и Цимбры из главной квартиры Молдавской армии прибыл ген.-лейтенант А. П. Засс, и Желтухин поступил под его начальство, оставаясь в отряде Засса до ноября 1810. В ноябре 1810 с 45-м егерским полком поступил в состав 22-й пехотной дивизии, под начальство графа Э. Ф. Сен-При.  
В январе 1811 ходил к крепости Ловче. Осенью 1811 года он был с полком в составе войск, осаждавших, под главным начальством М. И. Кутузова, лагерь турецкой армии, переправившейся левый берег Дуная. В сражении с армией великого визиря 3 сентября и 27 ноября 1811 командовал центральным каре. За участие в тех делах награждён монаршим благоволением, объявленным ему именным высочайшим рескриптом. Когда же начались переговоры с турецким правительством, его наблюдению были вверены все турецкие пленники, взятые заложниками до окончания переговоров. По заключении мира он был оставлен, по воле главнокомандующего, в княжествах Молдавии и Валахии для ликвидации дел и требования выполнения трактата. Был военным комендантом Браилова. 
Начало Отечественной войны 1812 встретил в звании шефа 45-го егерского полка. В июле 1812 Дунайская (прежде Молдавская) армия двинулась с берегов Дуная на Волынь. 31 августа (12 сентября) 1812 Желтухин назначен командовать 3-й бригадой (из полков 29-го и 45-го егерских) 22-й пехотной дивизии Дунайской армии. 4 октября 1812 велено ему с бригадой идти из Хотина к Луцку; 18 октября велено следовать в Дубно и Несвиж. После присоединения к действующей армии, 9 (21) ноября 1812 сражался под Борисовым и 14—16 ноября на р. Березине, затем преследовал войска князя Шварценберга до Варшавы.  
В кампанию 1813, после занятия Варшавы, поступил в отряд ген.-лейтенанта, графа П. П. Палена, в котором находился до апреля 1813. Во время Плейсвицкого перемирия некоторое время командовал 22-й пехотной дивизией и 10-м пехотным корпусом в Силезской армии. После перемирия поступил в так называемую Польскую армию, формировавшуюся в Варшавском герцогстве под командой графа Беннигсена. Во время «битвы народов» под Лейпцигом, в конце сражения был ранен пулей в ногу, но остался во фронте, за что награждён орденом святой Анны 1-й степени. В конце 1813 и в начале 1814 командовал всей пехотой корпуса генерал-адъютанта графа Строганова при осаде Гамбурга. По взятии этой крепости присоединился к корпусу барона Винцингероде. В феврале 1814 отличился в сражениях при Краоне и Лаоне. Во время Лаонского дела командовал сводным корпусом из 12-й и 13-й пехотных дивизий (12-й пехотный корпус), причём целых двое суток отбивался от неприятеля. В марте — при взятии Парижа, начальствовал резервом графа М. С. Воронцова., действовавшего против дер. Ла-Вильет. Орден Святого Владимира 2-й степени, прусский Красного Орла 2-й степени, шведский орден Меча 4-й степени, золотое оружие «За храбрость», украшенное бриллиантами, были ему наградами за боевые отличия этих кампаний. Вместе с тем закончилась и боевая деятельность Желтухина. По заключению мира, командиром 12-го пехотного корпуса, 2-го отдельного корпуса барона Винцингероде, возвратился обратно в Россию.  
По окончании наполеоновских войн он всецело отдался мирной строевой службе, занялся внутренним усовершенствованием вверенных ему частей войск. 1 (13) сентября 1814 снят с шефов 45-го егерского полка. Командуя до 1819 года 3-й бригадой 22-й пехотной дивизии, а затем занимая должности дивизионного начальника 13-й (17-й), 18-й и 12-й пехотных дивизий, он неизменно пользовался Высочайшим вниманием. В 1822 ввёл в своей 17-й пехотной дивизии т. н. «прусский учебный шаг». Александр I, ознакомившись с этим нововведением, издал указ об использовании его в боевой подготовке всех пехотных частей. При этом автором изобретённого и вызвавшего в армии негодование «учебного шага Желтухина» другие источники называют его брата — П. Ф. Желтухина. 
В 1821 пожалован орденом Святого Георгия IV класса за беспорочную 25-летнюю выслугу в офицерских чинах. В 1824 произведён в генерал-лейтенанты. 11 (23) ноября 1827 назначен начальником сводной дивизии 4-го пехотного корпуса, составленной из вторых батальонов полков Елецкого, Севского, Брянского, Орловского, Курского, Старооскольского, Рыльского и Воронежского пехотных, и 21-го, 22-го, 23-го и 24-го егерских. Во время Русско-турецкой войны поручено ему сформировать и привести в комплектное положение 11-ю и 12-ю пехотные дивизии. Перемещён начальником 12-й пехотной дивизии 15 (27) декабря 1828. Полки, составлявшие те дивизии, несмотря на значительное число поступивших в них рекрут и на краткость времени, остававшегося до выступления их в поход, приведены были в надлежащее устройство, за что Желтухин высочайше был пожалован золотой табакеркой, украшенной бриллиантами и портретом Его Величества. Назначен командиром всей резервной пехоты 2-й армии, под начальством графа И. О. Витте, 20 апреля (2 мая) 1829. По окончании войны назначен состоять по армии 11 (23) декабря 1829. В 1830 перевёз прах брата — Петрa, в Казань и перезахоронил на кладбище Кизического монастыря. После продолжительной болезни умер в Казани. 29 июня (11 июля) 1833 исключён их списков умершим. Был похоронен на том же кладбище.

## Чины и звания
- Сержант (16.11.1784)
- Портупей-прапорщик (21.12.1796)
- Прапорщик (16.04.1797)
- Подпоручик (08.09.1798)
- Флигель-адъютант Павла I (08.09.1798)
- Поручик (07.10.1799[10])
- Штабс-капитан (19.03.1801[11])
- Капитан (11.12.1803), с отчислением от звания флигель-адъютанта свиты Е. И. В.
- Полковник (01.12.1804)
- Генерал-майор (29.09.1810), за отличие в кампании 1810 в Малой Валахии
- Генерал-лейтенант (12.12.1824)

## Награды
*Российские
- - Орден Святого Владимира 4 степени с бантом (1806) за сражение при Аустерлице
  - Орден Святого Владимира 3 степени (20.05.1808) за сражение при Фридланде
  - Высочайшее благоволение (01.12.1811) за «особенное усердие к службе и отличную исправность вверенного полка»
  - Благодарность главнокомандующего Молдавской армией, М. И. Голеницева-Кутузова (18.01.1812) за труды по охране турецких военнопленных
  - Серебряная медаль «В память Отечественной войны 1812 года» (1813)
  - Золотая шпага «За храбрость», украшенная алмазами (1814), за взятие Парижа
  - Орден Святой Анны 1 степени (30.12.1814) за сражение при Лейпциге
  - Орден Святого Владимира 2 степени (31.12.1814) за сражение при Лаоне
  - Бронзовая дворянская медаль «В память Отечественной войны 1812 года» (1815)
  - Монаршее благоволение (12.02.1820) за исправное исполнение возложенных на него поручений
  - Орден Святого Георгия IV класса (06.06.1821) за выслугу 25 лет в обер-офицерских чинах
  - Монаршее благоволение (03.01.1822) за смотр частей 17-й пехотной дивизии
  - Алмазные знаки к ордену Святой Анны 1 степени (14.12.1823)
  - Серебряная медаль «За взятие Парижа 19 марта 1814 года» (19.03.1826)
  - Золотая табакерка, украшенная бриллиантами и портретом Его Величества (1828), за формирование резервов армейской пехоты в Русско-турецкой войне
  - Знак отличия беспорочной службы «XXX» лет (22.08.1830)

*Иностранные
- - Прусский орден Pour le Mérite (1807) за сражение при Фридланде
  - Прусский орден Красного орла 2 степени (1814) за сражение при Лаоне
  - Шведский орден Меча 4 степени (1814) за осаду и взятие Гамбурга

## Семья и владения
Был помещиком благоприобретённого недвижимого имения в с. Базякове, дер. Ямкине, дер. Пановке, Спасского уезда, Казанской губернии, в коем, по 7-й ревизии — 1815, крестьян и дворовых 25 ревизских муж. пола душ, с их жёнами и детьми, и всей к ним принадлежащей землёй и всеми угодьями, по купчей от 15 (27) июня 1827, писанной в Казанской гражданской палате, от вдовы, надворной советницы Ольги Андреевны Кондыревой, за 17500 руб. В тех же селе и деревнях, по купчей от 20 мая (1 июня) 1827, писанной там же, от вдовы, надворной советницы Фёклы Степановны Грубер, за ним её недвижимое имение, в коем по 7-й ревизии числилось 49 ревизских душ крестьян и дворовых муж. пола, с их жёнами и детьми, и с принадлежащей к ним землёй и прочими угодьями, за 35525 руб. Обе купчие явлены 2 (14) июля 1827 в Спасском уездном суде Казанской губернии управляющим имениями генерала, коллежским секретарём Сычуговым. 
Помещик Казанского уезда и домовладелец Казани. В том же — Казанском уезде, ему принадлежал наносный песчаный остров на р. Волге, называемый Ирихов, состоящий при селе Красногорке, и находившийся в судебном споре с соседом-помещиком, берг-гауптманом 6-го класса и кавалером Евграфом Алексеевым Лебедевым. 
Помещик Сердобского и Царевококшайского уездов, заводовладелец. Вместе с братом — титулярным советником, чиновником особых поручений при Почтовом департаменте, камер-юнкером Владимиром Фёдоровичем Желтухиным, наследовал движимое и недвижимое имение умершего брата Петра. По раздельному акту от 7 (19) июля 1830, утверждённому в Казанской гражданской палате, получил после П. Ф. Желтухина движимое и недвижимое его имение, состоящее Саратовской губернии, Сердобского уезда, в дер. Колышлей, Немчиновка тож, в селе Архангельском, Полянщина Бакуры тож, в дер. Михайловке, в коем, по 7-й ревизии, дворовых и крестьянских муж. пола всего 477 душ. Вместе с крепостными наследовал пашенные удобные и неудобные земли, лесные и прочие угодья, господские дома, мельницы и разные строения, хлебные посевы и запасы, особую дачу, принадлежащую к дер. Немчиновке и проч. имущество. Раздельный акт явлен 15 (27) октября 1830 в Сердобский уездный суд, коим предписано Сердобскому земскому суду о введении С. Ф. Желтухина во владение тем имением 17 (29) октября 1830.  Также получил половинную долю недвижимого имения, состоящего Царевококшайского уезда, в пустоши, именуемой Шатки Карабан и Аты, с землёй и двумя на ней заводами, стекольным и поташным. В Казанской палате гражданского суда 30 октября (11 ноября) 1831 была совершена купчая, по которой его брат — камер-юнкер В. Ф. Желтухин, продал ему свою половинную долю того имения и заводов, дома в Казани, крестьян и дворовых людей муж. пола 14 душ, с их семьями, землёй и имуществом, написанных, по сказкам 7-й ревизии, в дер. Козловке и с. Богородском, Белая Волышка тож, Чебоксарского уезда, Казанской губернии, а числящихся в с. Покровском, Большая Ялань тож, Лаишевского уезда, за 52 480 руб. ассигнациями.
Был холост. После смерти движимое и недвижимое его имение, включая бывшие владения сташего брата Петра, наследовал младший его брат — камер-юнкер Владимир Фёдорович Желтухин. Часть казанского имения С. Ф. и П. Ф. Желтухиных, по дарственной от В. Ф. Желтухина, в 1834 перешла во владение родного их племянника, майора Фёдора Алексеевича Каховского.  